# KkStB G sorozat
A kkStB G sorozat egy keskenynyomtávú szertartályosgőzmozdony-sorozat volt az osztrák Császári és Királyi Osztrák Államvasutaknál (k. k. Staatsbahnen, kkStB), amely mozdonyok eredetileg a Pferdeeisenbahn Budweis–Linz–Gmunden-tól származtak.
A négy külsővezérlésű, belsőkeretes B tengelyelrendezésű gőzmozdonyt a Krauss müncheni gyára építette 1883-ban.
A járművet 1903-as normál nyomtávra átépítésekor selejtezték.

## Fordítás
Ez a szócikk részben vagy egészben  a   kkStB G című német Wikipédia-szócikk fordításán alapul.  Az eredeti cikk szerkesztőit annak laptörténete sorolja fel. Ez a jelzés csupán a megfogalmazás eredetét és a szerzői jogokat jelzi, nem szolgál a cikkben szereplő információk forrásmegjelöléseként.